# PQLC1
PQLC1 (англ. PQ loop repeat containing 1) – білок, який кодується однойменним геном, розташованим у людей на довгому плечі 18-ї хромосоми. Довжина поліпептидного ланцюга білка становить 271 амінокислот, а молекулярна маса — 30 478.
| 10         |  | 20         |  | 30         |  | 40         |  | 50         |
| ---------- |  | ---------- |  | ---------- |  | ---------- |  | ---------- |
| MEAEGLDWLL |  | VPLHQLVSWG |  | AAAAMVFGGV |  | VPYVPQYRDI |  | RRTQNADGFS |
| TYVCLVLLVA |  | NILRILFWFG |  | RRFESPLLWQ |  | SAIMILTMLL |  | MLKLCTEVRV |
| ANELNARRRS |  | FTAADSKDEE |  | VKVAPRRSFL |  | DFDPHHFWQW |  | SSFSDYVQCV |
| LAFTGVAGYI |  | TYLSIDSALF |  | VETLGFLAVL |  | TEAMLGVPQL |  | YRNHRHQSTE |
| GMSIKMVLMW |  | TSGDAFKTAY |  | FLLKGAPLQF |  | SVCGLLQVLV |  | DLAILGQAYA |
| FARHPQKPAP |  | HAVHPTGTKA |  | L          |  |            |  |            |

A: Аланін

C: Цистеїн

D: Аспарагінова кислота

E: Глутамінова кислота

F: Фенілаланін

G: Гліцин

H: Гістидин

I: Ізолейцин

K: Лізин

L: Лейцин

M: Метіонін

N: Аспарагін

P: Пролін

Q: Глутамін

R: Аргінін

S: Серин

T: Треонін

V: Валін

W: Триптофан

Кодований геном білок за функцією належить до фосфопротеїнів. 
Задіяний у такому біологічному процесі, як альтернативний сплайсинг. 
Локалізований у мембрані.